# Rhinochimaera
Rhinochimaera ist eine aus drei Arten bestehende Gattung aus der Familie der Langnasenchimären (Rhinochimaeridae) in der Ordnung der Seekatzen (Chimaeriformes). Die Fische kommen disjunkt im nördlichen und südwestlichen Atlantik, an der Küste des südlichen Afrika, in der Straße von Mosambik, im Australasiatischen Mittelmeer, im nordwestlichen und östlichen Pazifik (Costa Rica und Peru) vor und leben nahe dem Ozeanboden in Tiefen von 330 bis 1500 Metern.
.

## Merkmale
Rhinochimaera-Arten erreichen Körperlängen von 82 bis 165 cm. Sie sind einheitlich dunkel, graubraun, hellbraun oder weißlich gefärbt ohne irgendwelchen Musterungen oder Zeichnungen. Auffälligstes Merkmal der Gattung ist das lange Rostrum, das aber nicht wie bei Harriotta am Ende in einer nach oben gebogenen Spitze ausläuft, sondern gerade verläuft. Das Maul befindet sich vor den relativ kleinen Augen. Es ist mit dünnen, auf der Oberfläche glatten Zahnplatten mit klingenartigen Rändern besetzt. Die erste Rückenflosse hat eine kurze Basis. Vor ihr liegt ein gesägter Stachel, der etwas höher ist als die erste Rückenflosse. Nach hinten gelegt erreicht er nicht die Basis der zweiten Rückenflosse. Die zweite Rückenflosse ist lang und niedrig. Beide Rückenflossen sind durch eine deutliche Einbuchtung voneinander getrennt. Eine Afterflosse fehlt. Die Brustflossen sind lang und oval oder schmal. Die Bauchflossen sind breit oder lang und am Ende abgerundet. Die Klaspern sind einfache, röhrenartige Organe mit einer kleinen, fleischigen Spitze, die einige spitze Dentikeln trägt. Der Schwanz der Fische besteht aus einer oberen und einer unteren, nicht besonders hohen Schwanzflosse und einem mittigen, mehr oder weniger verlängerten Filament, das aber auch abgebrochen und fehlen oder kurz sein kann.
Rhinochimaera-Arten sind ovipar. Da sie in größeren Tiefen leben ist über ihr Verhalten und ihre Lebensweise kaum etwas bekannt.

## Arten
Zu Rhinochimaera gehören drei Arten:
- Rhinochimaera africana Compagno, Stehmann & Ebert, 1990
- Rhinochimaera atlantica Holt & Byrne, 1909
- Rhinochimaera pacifica (Mitsukuri, 1895) (Typusart)

## Belege
1. 1 2 3  Rhinochimaera africana auf Fishbase.org (englisch)
2. 1 2  Rhinochimaera atlantica auf Fishbase.org (englisch)
3. 1 2 3  Rhinochimaera pacifica auf Fishbase.org (englisch)
4. ↑  
David A. Ebert & Matthias F. W. Stehmann: Sharks, Batoids and Chimaeras of the North Atlantic. FAO Species Catalogue for Fishery Purposes No. 7, ISSN 1020-8682. Seite 433–434.
5. ↑  
David A. Ebert: Deep-Sea Cartilaginous Fishes of the Southeastern Atlantic Ocean. FAO Species Catalogue for Fishery Purposes No. 9, ISBN 978-92-5108771-8, Seite 203.
6. ↑  Rhinochimaera auf Fishbase.org (englisch)